# Назари, Амин
Амин Назари (швед. Amin Nazari; 26 апреля 1993, Мальмё, Швеция) — шведский и филиппинский футболист, полузащитник тайского клуба «Прачуап» и сборной Филиппин.

## Биография
Родился в 1993 году в шведском городе Мальмё, в смешанной ирано-филиппинской семье. У него есть старший брат Омид (р. 1991), который также стал футболистом и выступал за сборную Ирана.

### Клубная карьера
Воспитанник клуба «Мальмё». Профессиональную карьеру начинал там же одновременно со старшим братом. Дебютировал в чемпионате Швеции 20 апреля 2011 года в домашней игре против «Мьельбю», в которой вышел на замену на 54-й минуте. Всего в дебютном сезоне сыграл за команду 7 матчей. В 2013 году Назари был отдан в аренду на один сезон в клуб второго дивизиона «Ассириска Фёренинген». Вернувшись из аренды, продолжил играть за «Мальмё», с которым в сезоне 2014 стал чемпионом Швеции. В 2015 году вновь был отдан в аренду, в клуб второго дивизиона Норвегии «Фредрикстад». После окончания аренды вернулся в Швецию, где отыграл два сезон за клуб «Фалькенберг» (сезон 2016 в высшей лиге, 2017 во второй), а в сезоне 2018 выступал за финский клуб «Мариехамн».
В 2019 году Назари отправился в Азию, где отыграл сезон в таиландском клубе «Ратбури». Зимой 2020 года перешёл в малайзийский «Кедах».

### Карьера в сборной
В начале карьеры вызывался в юношеские и молодёжную сборные Швеции.
В 2018 году Назари принял приглашение в сборную Филиппин и 6 сентября дебютировал за команду в товарищеской встрече против Бахрейна (1:1). 13 октября того же года он провёл ещё один товарищеский матч со сборной Омана, после чего в сборную не вызывался.

## Достижения
«Мальмё»
- Чемпион Швеции: 2014